# Joachim Andreas Stukenbrock
Joachim Andreas Stukenbrock (Blankenburg, 1699 – 26 settembre 1756) è stato un minatore tedesco.

## Biografia
Nacque a Blankenburg nel distretto minerario di Harz, (ora Sassonia-Anhalt), in Germania. Fu iscritto presso l'Università di Helmstedt nel 1719. Nel 1730 fu ispettore delle miniere di ferro del ducato di Brunswick-Lüneburg. Nel 1732 fu nominato primo ispettore minerario (Berghauptmann) alle miniere d'argento di Kongsberg. Su iniziativa di Christian Ernest di Stolberg-Wernigerode, queste miniere diventarono le più grandi della Norvegia.
Stukenbrock progettò anche i piani per la Chiesa di Kongsberg. La costruzione della chiesa durò dal 1740 al 1761, con il completamento dopo la sua morte nel 1756. Fu sostituito nella carica di ispettore minerario da Michael Heltzen.